# آلبرت بیتالمایر
آلبرت بیتالمایر (انگلیسی: Albert Bittlmayer; ۸ نوامبر ۱۹۵۲ – ۲ ژوئن ۱۹۷۷) بازیکن فوتبال اهل آلمان بود.
از باشگاه‌هایی که در آن بازی کرده‌است می‌توان به باشگاه فوتبال نورنبرگ اشاره کرد.